# Apogon pacificus
 Apogon pacificus és una espècie de peix de la família dels apogònids i de l'ordre dels perciformes.

## Morfologia
Els adults poden assolir els 10 cm de longitud total.

## Distribució geogràfica
Es troba des del Golf de Califòrnia fins al Perú i les Illes Galápagos.